# 프랭키 스타라이트
《프랭키 스타라이트》(Frankie Starlight)는 미국에서 제작된 마이클 린제이 호그 감독의 1995년 드라마, 멜로/로맨스 영화이다. 코반 월커 등이 주연으로 출연하였고 노엘 피어슨 등이 제작에 참여하였다. 레이모의 전 세계적인 베스트셀러 소설 The Dork of Cork에 기반을 둔다.

## 출연

### 주연
- 코반 월커
- 니올 토이빈

### 조연
- 가브리엘 번
- 안느 파릴로드
- 조지나 케이츠
- 오웬 로
- 줄리안 네글레스코
- 쟝 끌로드 프리성
- 디어브라 몰로이
- 데이빗 파넬
- 맷 딜런
- 폴린 카델
- 세이지 알렌
- 존 S. 데이비스
- 바바라 엘린 우즈
- 에이든 그렌넬
- 크리스토퍼 카슨
- 루디 데이비스
- 마틴 던
- 마틴 머피
- 데리 파워

## 기타
- 미술: 프랭크 콘웨이
- 의상: 조안 버진
- 배역: 누올라 모이셀